# 現実逃走記
『現実逃走記』（げんじつとうそうき）は、日本のバンドジャパハリネットのメジャー1枚目のオリジナル・アルバム（通算2枚目）。

## 解説
- インディーズ時代のシングルも収録。
- 初回盤には「ジャパハリネズミ・フィギュア」の応募券が封入。

## 収録曲
1. 若葉咲く頃(3:33)
作詞・作曲：鹿島公行
2. 蹴りあげた坂道(2:59)
作詞・作曲：鹿島公行
3. 哀愁交差点(3:38) 
作詞・作曲：鹿島公行
メジャーデビューシングル
4. 鼓動の矛先(4:44)
作詞・作曲：鹿島公行
5. 楓葉(3:24) 
作詞・作曲：鹿島公行
6. 絶望の風(3:48)
作詞・作曲：鹿島公行
インディーズシングル「烈の瞬」収録
7. アウトロスター(2:14)
作詞・作曲：鹿島公行
8. 夏みかん(4:03)
作詞・作曲：城戸けんじろ
オムニバスアルバム「PUNK ROCK CAMP!!2」収録
9. ジオラマの花(3:47)
作詞・作曲：鹿島公行
10. 最果ソング(2:28) 
作詞・作曲：城戸けんじろ
オムニバスアルバム「パンクロック・バトルロイヤル-ヘッドロックナイト・コンピレーション-」収録
11. ワスレナコウタ(2:48)
作詞・作曲：鹿島公行
シングル「哀愁交差点」収録曲「わすれな小唄」のバンドアレンジ
12. 物憂げ世情(3:45)
作詞・作曲：鹿島公行
インディーズ1stシングル
13. ライムライト(4:25)
作詞・作曲：鹿島公行